# Superliga de Fútbol Sala
La Superliga de Futbol Sala fue un torneo que se disputó por primera vez en 2005. La disputa es en los mismos moldes de la Taça Brasil de Fútbol Sala, con ocho clubes, jugando en dos grupos de cuatro equipos cada uno, con rondas en días consecutivos dentro de una semana , clasificándose para las semifinales los dos mejores de cada grupo. Los ocho equipos son siempre el representante de la ciudad sede, los dos mejores de la Liga Brasileña de Fútbol Sala del año anterior, y los cinco campeones de las Ligas Regionales (generalmente disputada por equipos que no forman parte de la Liga Brasileña). Es el torneo que abre el calendario de competiciones del Fútbol Sala Brasileño.

## Palmarés
| Año  | Sede       |                | Campeón    | Final Resultado  | Segundo lugar |
| 2005 | Betim      | Malvee/Jaraguá | 4-2        | Santa Fé/Funec   |               |
| 2006 | Fortaleza  | Malvee/Jaraguá | 2-0        | ABC/Art&C Futsal |               |
| 2008 | Uberlândia | Ulbra          | 2-1        | Krona Futsal     |               |
| 2009 | Concórdia  | Malvee/Jaraguá | 5-2        | Cresspom         |               |
| 2010 | Betim      | Malvee/Jaraguá | 1-0        | V&M/Minas        |               |
| 2011 | Betim      | Carlos Barbosa | 5-4        | Copagril Futsal  |               |
| 2012 | Joinville  | Krona Futsal   | 2-1        | Carlos Barbosa   |               |
| 2013 | Concórdia  | ADC Intelli    | 3-3 (pro.) | Concórdia        |               |
| 2013 | Aracajú    | Atlântico      | 7-7 (pro.) | Moita Bonita     |               |
| 2015 | Concórdia  | ADC Intelli    | 6-2        | Jaraguá          |               |

## Títulos por equipo
| Equipo           | Títulos | Subtítulos | Años campeón             |
| ---------------- | ------- | ---------- | ------------------------ |
| Malvee/Jaraguá   | 4       | 1          | (2005, 2006, 2009, 2010) |
| ADC Intelli      | 2       | 0          | 2013, 2015               |
| Carlos Barbosa   | 1       | 1          | (2011)                   |
| Krona Futsal     | 1       | 1          | (2012)                   |
| Atlântico        | 1       | 0          | (2013)                   |
| Ulbra            | 1       | 0          | (2008)                   |
| Santa Fé/Funec   | 0       | 1          | -                        |
| ABC/Art&C Futsal | 0       | 1          | -                        |
| Cresspom         | 0       | 1          | -                        |
| V&M/Minas        | 0       | 1          | -                        |
| Copagril Futsal  | 0       | 1          | -                        |
| Concórdia        | 0       | 1          | -                        |
| Moita Bonita     | 0       | 1          | -                        |

## Títulos por estado
| Estado               | Títulos | Subtítulos |
| -------------------- | ------- | ---------- |
| Santa Catarina       | 5       | 3          |
| Río Grande del Sur   | 3       | 1          |
| São Paulo            | 2       | 1          |
| Río Grande del Norte | 0       | 1          |
| Distrito Federal     | 0       | 1          |
| Minas Gerais         | 0       | 1          |
| Sergipe              | 0       | 1          |
| Paraná               | 0       | 1          |